# Fêtes et jours fériés en Espagne

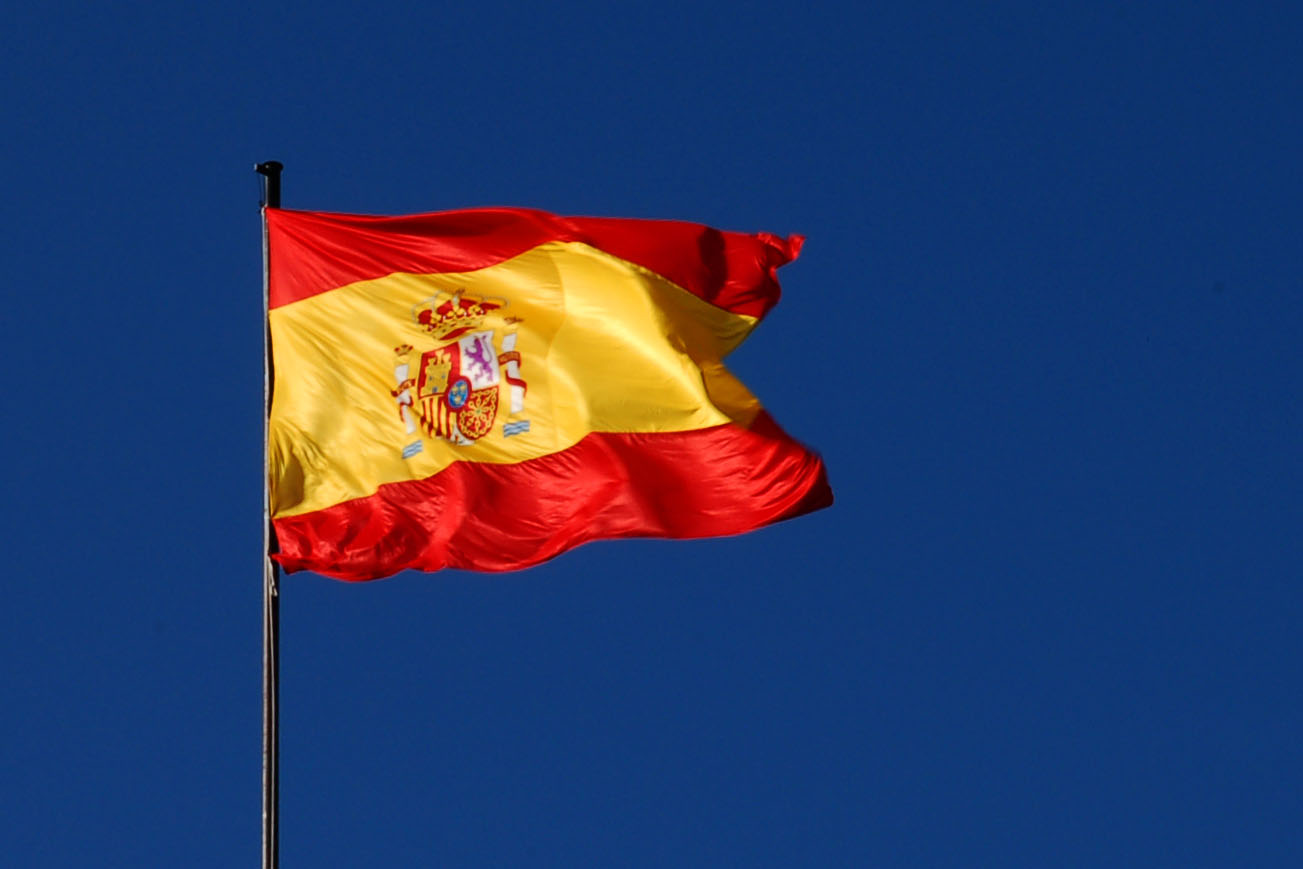
Drapeau de l'Espagne

Les fêtes et jours fériés en Espagne se répartissent en deux catégories. Les fêtes nationales communes à tout le pays et les fêtes définies par les différentes communautés autonomes d'Espagne.
Depuis 2010, Ceuta et Melilla, deux villes autonomes d'Espagne, ont déclaré la fête musulmane de l'Aïd al-Adha ou fête du sacrifice, comme un jour férié officiel. C'est la première fois qu'une fête religieuse non chrétienne est officiellement célébrée en Espagne depuis la Reconquista,,.

## Récapitulatif
|               |                                      |                                     | Communautés autonomes   | Communautés autonomes | Communautés autonomes       | Communautés autonomes            | Communautés autonomes     | Communautés autonomes   | Communautés autonomes    | Communautés autonomes | Communautés autonomes     | Communautés autonomes | Communautés autonomes              | Communautés autonomes          | Communautés autonomes | Communautés autonomes | Communautés autonomes  | Communautés autonomes   | Communautés autonomes                | Villes autonomes | Villes autonomes   |
| Date          | Nom français                         | Nom local                           | Drapeau de l'Andalousie | Drapeau de l'Aragon   | Drapeau de Castille-et-León | Drapeau de la Castille-La Manche | Drapeau des îles Canaries | Drapeau de la Catalogne | Drapeau de l'Estrémadure | Drapeau de la Galice  | Drapeau des îles Baléares | Drapeau de La Rioja   | Drapeau de la communauté de Madrid | Drapeau de la région de Murcie | Drapeau de Navarre    | Drapeau des Asturies  | Drapeau du Pays basque | Drapeau de la Cantabrie | Drapeau de la Communauté valencienne | Drapeau de Ceuta | Drapeau de Melilla |
| ------------- | ------------------------------------ | ----------------------------------- | ----------------------- | --------------------- | --------------------------- | -------------------------------- | ------------------------- | ----------------------- | ------------------------ | --------------------- | ------------------------- | --------------------- | ---------------------------------- | ------------------------------ | --------------------- | --------------------- | ---------------------- | ----------------------- | ------------------------------------ | ---------------- | ------------------ |
| 1er janvier   | Jour de l'An                         | Año Nuevo                           | Oui                     | Oui                   | Oui                         | Oui                              | Oui                       | Oui                     | Oui                      | Oui                   | Oui                       | Oui                   | Oui                                | Oui                            | Oui                   | Oui                   | Oui                    | Oui                     | Oui                                  | Oui              | Oui                |
| 6 janvier     | Épiphanie                            | Día de Reyes / Epifanía del Señor   | Oui                     | Oui                   | Oui                         | Oui                              | Oui                       | Oui                     | Oui                      | Oui                   | Oui                       | Oui                   | Oui                                | Oui                            | Oui                   | Oui                   | Oui                    | Oui                     | Oui                                  | Oui              | Oui                |
| 28 février    | Jour de l'Andalousie                 | Día de Andalucía                    | Oui                     |                       |                             |                                  |                           |                         |                          |                       |                           |                       |                                    |                                |                       |                       |                        |                         |                                      |                  |                    |
| 1 mars        | Jour des îles Baléares               | Dia de les Illes Balears            |                         |                       |                             |                                  |                           |                         |                          |                       | Oui                       |                       |                                    |                                |                       |                       |                        |                         |                                      |                  |                    |
| 19 mars       | Saint Joseph                         | San José                            |                         |                       |                             |                                  |                           |                         |                          |                       |                           |                       |                                    | Oui                            |                       |                       |                        |                         | Oui                                  |                  |                    |
| Mars ou avril | Jeudi saint                          | Jueves Santo                        | Oui                     | Oui                   | Oui                         | Oui                              | Oui                       |                         | Oui                      | Oui                   | Oui                       | Oui                   | Oui                                | Oui                            | Oui                   | Oui                   | Oui                    | Oui                     |                                      |                  |                    |
| Mars ou avril | Vendredi saint                       | Viernes Santo                       | Oui                     | Oui                   | Oui                         | Oui                              | Oui                       | Oui                     | Oui                      | Oui                   | Oui                       | Oui                   | Oui                                | Oui                            | Oui                   | Oui                   | Oui                    | Oui                     | Oui                                  | Oui              | Oui                |
| Mars ou avril | Lundi de Pâques                      | Lunes de Pascua                     |                         |                       |                             |                                  |                           | Oui                     |                          |                       | Oui                       |                       |                                    |                                | Oui                   |                       | Oui                    |                         | Oui                                  |                  |                    |
| 23 avril      | Sant Jordi                           | San Jorge (Día de Aragón)           |                         | Oui                   |                             |                                  |                           |                         |                          |                       |                           |                       |                                    |                                |                       |                       |                        |                         |                                      |                  |                    |
| 23 avril      | Jour de Castille-et-León             | Día de Castilla y León              |                         |                       | Oui                         |                                  |                           |                         |                          |                       |                           |                       |                                    |                                |                       |                       |                        |                         |                                      |                  |                    |
| 1 mai         | Fête du Travail (fête nationale)     | Día del Trabajador                  | Oui                     | Oui                   | Oui                         | Oui                              | Oui                       | Oui                     | Oui                      | Oui                   | Oui                       | Oui                   | Oui                                | Oui                            | Oui                   | Oui                   | Oui                    | Oui                     | Oui                                  | Oui              | Oui                |
| 2 mai         | Jour de la communauté                | Fiesta de la Comunidad de Madrid    |                         |                       |                             |                                  |                           |                         |                          |                       |                           |                       | Oui                                |                                |                       |                       |                        |                         |                                      |                  |                    |
| 3 mai         | Jour de la Croix                     | Dia de la Cruz                      | Oui                     |                       |                             |                                  |                           |                         |                          |                       |                           |                       |                                    |                                |                       |                       |                        |                         |                                      |                  |                    |
| 17 mai        | Journée des lettres galiciennes      | Día das Letras Galegas              |                         |                       |                             |                                  |                           |                         |                          | Oui                   |                           |                       |                                    |                                |                       |                       |                        |                         |                                      |                  |                    |
| 30 mai        | Jour des îles Canaries               | Día de las Canarias                 |                         |                       |                             |                                  | Oui                       |                         |                          |                       |                           |                       |                                    |                                |                       |                       |                        |                         |                                      |                  |                    |
| 31 mai        | Jour de la région Castilla-La Manche | Día de la Región Castilla-La Mancha |                         |                       |                             | Oui                              |                           |                         |                          |                       |                           |                       |                                    |                                |                       |                       |                        |                         |                                      |                  |                    |
| Mai ou juin   | Fête-Dieu                            | Corpus Christi                      |                         |                       |                             |                                  |                           |                         |                          |                       |                           |                       | Oui                                |                                |                       |                       |                        |                         |                                      |                  |                    |
| 9 juin        | Jour de la région de Murcie          | Día de la Región de Murcia          |                         |                       |                             |                                  |                           |                         |                          |                       |                           |                       |                                    | Oui                            |                       |                       |                        |                         |                                      |                  |                    |
| 9 juin        | Jour de La Rioja                     | Día de La Rioja                     |                         |                       |                             |                                  |                           |                         |                          |                       |                           | Oui                   |                                    |                                |                       |                       |                        |                         |                                      |                  |                    |
| 24 juin       | Nativité de Saint Jean-Baptiste      | Sant Joan                           |                         |                       |                             |                                  |                           | Oui                     |                          |                       |                           |                       |                                    |                                |                       |                       |                        |                         |                                      |                  |                    |
| 25 juillet    | Saint Jacques                        | Santiago Apóstol                    |                         |                       |                             |                                  |                           |                         |                          | Oui                   |                           |                       |                                    |                                |                       |                       |                        |                         |                                      |                  |                    |
| 15 août       | Assomption de Marie                  | Asunción                            | Oui                     | Oui                   | Oui                         | Oui                              | Oui                       | Oui                     | Oui                      | Oui                   | Oui                       | Oui                   | Oui                                | Oui                            | Oui                   | Oui                   | Oui                    | Oui                     | Oui                                  | Oui              | Oui                |
| 2 septembre   | Jour de Ceuta                        | Día de Ceuta                        |                         |                       |                             |                                  |                           |                         |                          |                       |                           |                       |                                    |                                |                       |                       |                        |                         |                                      | Oui              |                    |
| 8 septembre   | Jour de l'Asturies                   | Día de Asturias                     |                         |                       |                             |                                  |                           |                         |                          |                       |                           |                       |                                    |                                |                       | Oui                   |                        |                         |                                      |                  |                    |
| 8 septembre   | Jour de l'Estrémadure                | Día de Extremadura                  |                         |                       |                             |                                  |                           |                         | Oui                      |                       |                           |                       |                                    |                                |                       |                       |                        |                         |                                      |                  |                    |
| 11 septembre  | Fête nationale de la Catalogne       | Diada Nacional de Catalunya         |                         |                       |                             |                                  |                           | Oui                     |                          |                       |                           |                       |                                    |                                |                       |                       |                        |                         |                                      |                  |                    |
| 15 septembre  | Jour de la Cantabrie                 | Día de Cantabria                    |                         |                       |                             |                                  |                           |                         |                          |                       |                           |                       |                                    |                                |                       |                       |                        | Oui                     |                                      |                  |                    |
| 17 septembre  | Jour de Melilla                      | Día de Melilla                      |                         |                       |                             |                                  |                           |                         |                          |                       |                           |                       |                                    |                                |                       |                       |                        |                         |                                      |                  | Oui                |
| 9 octobre     | Jour de la communauté valencienne    | Dia de la Comunitat Valenciana      |                         |                       |                             |                                  |                           |                         |                          |                       |                           |                       |                                    |                                |                       |                       |                        |                         | Oui                                  |                  |                    |
| 12 octobre    | Fête nationale espagnole             | Fiesta Nacional de España           | Oui                     | Oui                   | Oui                         | Oui                              | Oui                       | Oui                     | Oui                      | Oui                   | Oui                       | Oui                   | Oui                                | Oui                            | Oui                   | Oui                   | Oui                    | Oui                     | Oui                                  | Oui              | Oui                |
| 25 octobre    | Euskadi Eguna (entre 2011 et 2013)   | Euskadi Eguna                       |                         |                       |                             |                                  |                           |                         |                          |                       |                           |                       |                                    |                                |                       |                       | Oui                    |                         |                                      |                  |                    |
| 1 novembre    | Toussaint                            | Día de todos los Santos             | Oui                     | Oui                   | Oui                         | Oui                              | Oui                       | Oui                     | Oui                      | Oui                   | Oui                       | Oui                   | Oui                                | Oui                            | Oui                   | Oui                   | Oui                    | Oui                     | Oui                                  | Oui              | Oui                |
| 6 décembre    | Jour de la constitution              | Día de la Constitución              | Oui                     | Oui                   | Oui                         | Oui                              | Oui                       | Oui                     | Oui                      | Oui                   | Oui                       | Oui                   | Oui                                | Oui                            | Oui                   | Oui                   | Oui                    | Oui                     | Oui                                  | Oui              | Oui                |
| 8 décembre    | Fête de l'Immaculée Conception       | Inmaculada Concepción               | Oui                     | Oui                   | Oui                         | Oui                              | Oui                       | Oui                     | Oui                      | Oui                   | Oui                       | Oui                   | Oui                                | Oui                            | Oui                   | Oui                   | Oui                    | Oui                     | Oui                                  | Oui              | Oui                |
| 25 décembre   | Noël                                 | Navidad                             | Oui                     | Oui                   | Oui                         | Oui                              | Oui                       | Oui                     | Oui                      | Oui                   | Oui                       | Oui                   | Oui                                | Oui                            | Oui                   | Oui                   | Oui                    | Oui                     | Oui                                  | Oui              | Oui                |
| 26 décembre   | Fête de la Saint-Étienne             | Sant Esteve                         |                         |                       |                             |                                  |                           | Oui                     |                          |                       |                           |                       |                                    |                                |                       |                       |                        |                         |                                      |                  |                    |

## Fêtes nationales espagnoles

### Nouvel An
La tradition espagnole la plus fréquente lors du Nouvel An (Año Nuevo) est celle des 12 raisins. Cette tradition consiste à manger un raisin à chaque coup de minuit, les coups de minuit sont faits par une cloche et on peut le voir à la télévision le 31 décembre.
La coutume datant de 1909 a été créée par quelques viticulteurs d'Alicante pour remédier à une cueillette excédentaire. Même si cela ne se fait plus trop à l'heure d'aujourd'hui. 
Aujourd'hui, cette tradition du réveillon du Jour de l'an s’est étendue au reste de l’Espagne.
En plus de cela, chaque ville d’Espagne a un lieu spécial pour fêter la nouvelle année. Le plus connu et l'un des plus importants est celui de la Puerta del Sol à Madrid, où se réunissent des milliers de personnes, face à une horloge centenaire, à chaque compte à rebours les espagnols mangent un raisin jusqu'à la fin.

### Épiphanie

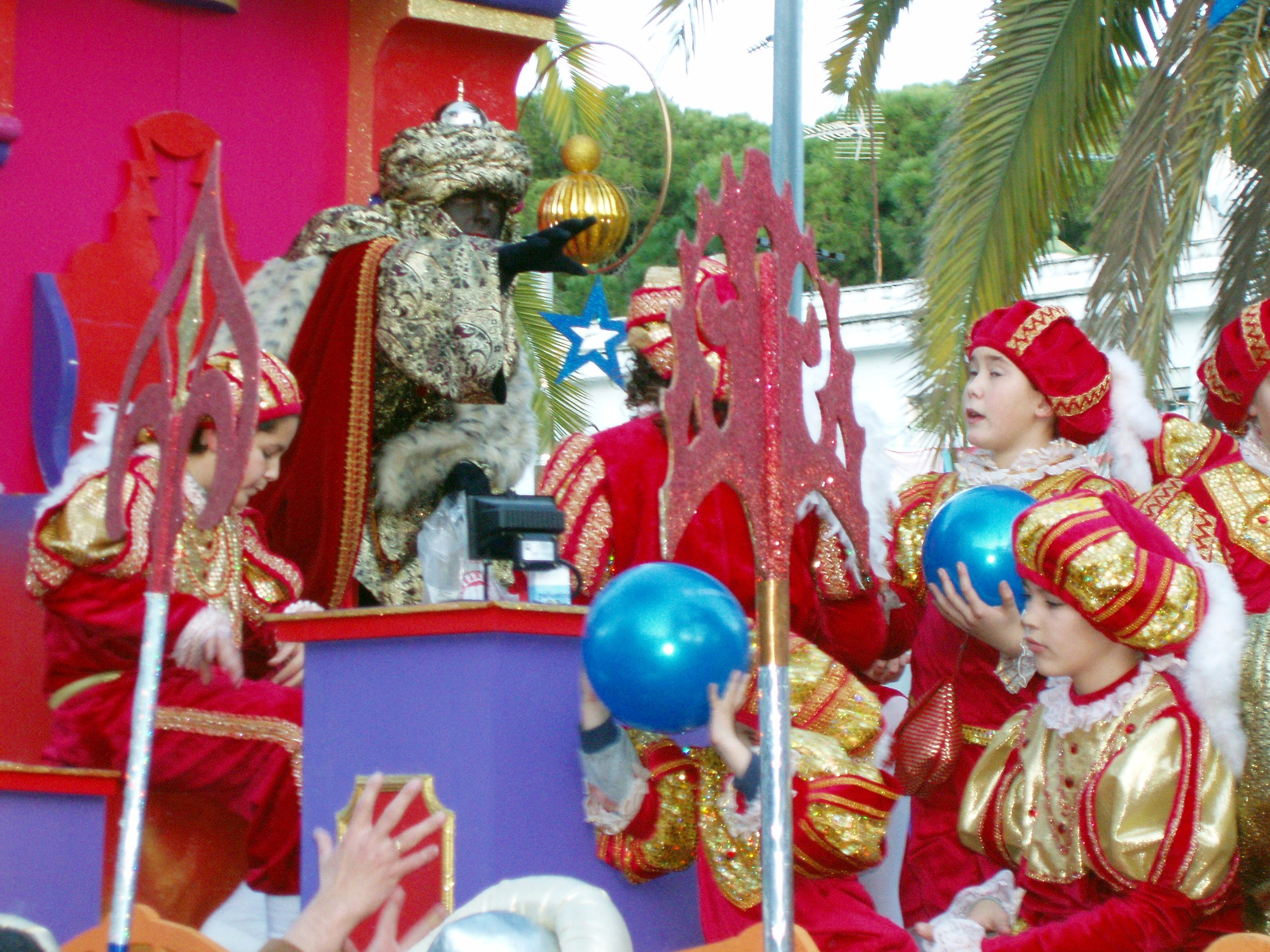
Carrosse de Balthazar à Cadix.

Le 6 janvier le jour de l'épiphanie (Día de Reyes / Epifanía del Señor), les Espagnols fêtent, comme dans beaucoup de pays, l'arrivée des Rois Mages à Bethléem. Cependant leurs coutumes varient des traditions françaises : premièrement, l’épiphanie débute le 5 janvier. Ce jour-là, des carrosses (cabalgatas) paradent dans de long défilés qui parcourent les rues. Sur les chars, Gaspard, Balthazar et Melchior, suivis de cavaliers, envoient des bonbons et des friandises aux enfants. Le lendemain matin, les jeunes reçoivent de nombreux cadeaux. On peut conclure que cette fête est un peu l’équivalent de la Saint-Nicolas belge où les enfants sont les plus gâtés.

### Semaine sainte
Les dates de la Semaine sainte (Semana Santa) changent chaque année, mais c'est toujours au début du printemps, entre Carême et Pâques, qu'elle se déroule.
Il s'agit de la tradition la plus profondément ancrée dans les mœurs espagnoles. Lors de cette célébration, les nombreuses processions et les défilés de différentes confréries témoignent de l'identité catholique du pays.
Chaque ville célèbre à sa manière cet événement ; à Chinchón c'est la passion du Christ qui est représentée, à Hellínon, on lâche des colombes, les processions se font en silence à Tolède alors que les rues sont très animées à Murcie et à Lorca a lieu un duel intéressant entre la confrérie des « Blancs » et celle des « Bleus »

### Fête de la Saint-Jean
Pour la Saint-Jean, chaque ville a ses propres coutumes et ses propres particularités. Cependant, des choses typiques comme l'eau, le feu et les bûchers sont toujours à l'honneur cette nuit-là. Elle se déroule le 24 juin.
En Catalogne, le feu est allumé avec une flamme provenant du Mont Canigo. En Galice, les gens doivent toucher une image pour éloigner les mauvais esprits. À Gérone, les feux et feux d'artifice sont en grande partie tirés sur la plage. À Alicante, 200 bûchers brûlent tout au long de la nuit ; ces feux de la Saint-Jean (Hogueras de San Juan en castillan ou Fogueres de Sant Joan en valencien) sont réputés.
C'est une nuit où dans chaque région d'Espagne brûle un bûcher.

### Noël
Le 25 décembre, les Espagnols fêtent Noël (Navidad en espagnol ) comme dans beaucoup de pays du monde entier. Ils n'ont pas de tradition particulière pour ce jour-là; cet événement est un bon prétexte pour se regrouper en famille autour d'un repas après avoir été à la messe de minuit dans la nuit du 24 au 25 décembre.
Cependant les enfants ne reçoivent plus autant de cadeaux à Noël car la distribution se fait plutôt lors de l’épiphanie, le 6 janvier.

## Fêtes des communautés autonomes

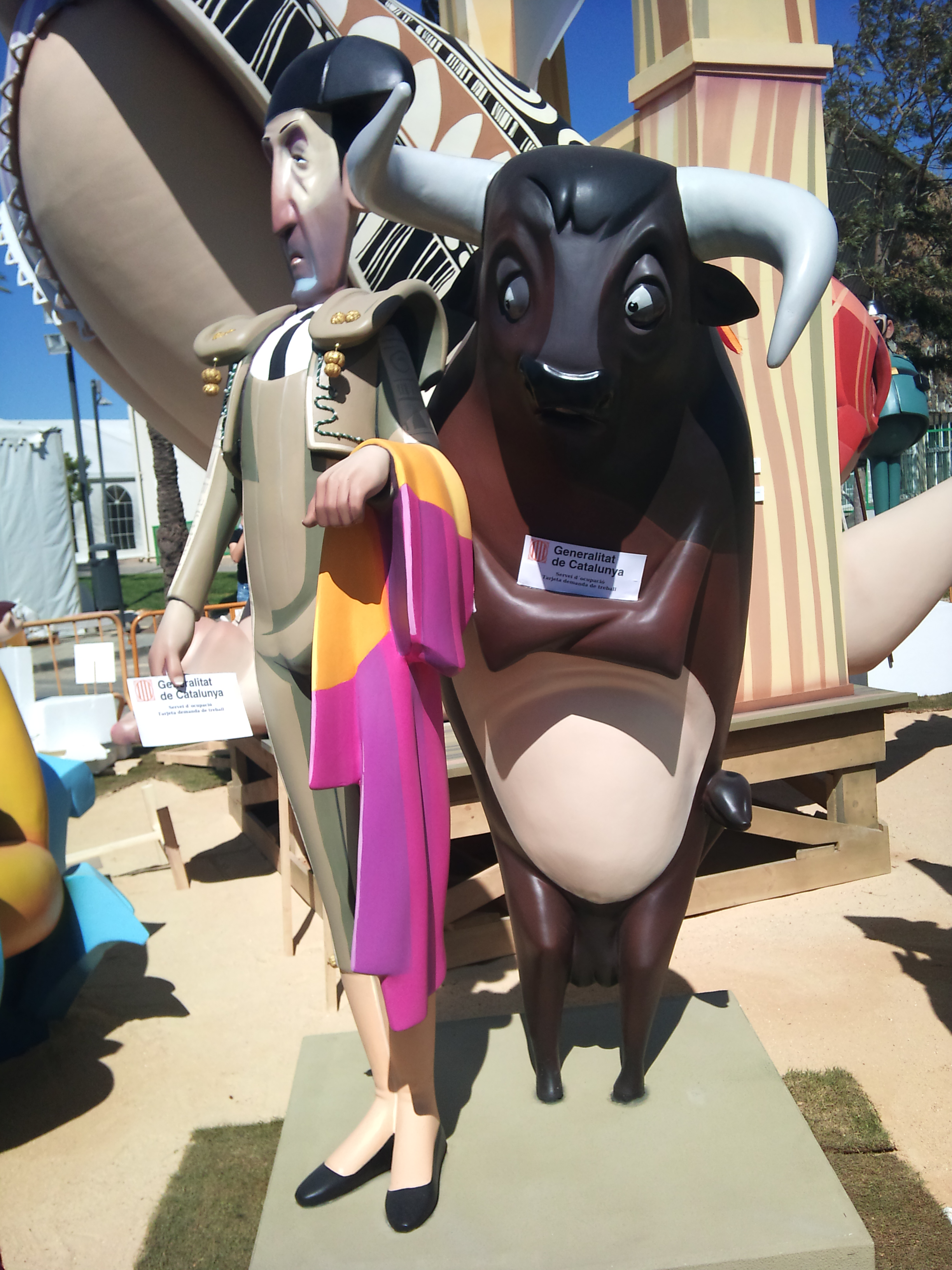
Ninot a la falla de la Politècnic au sujet de l'abolition de la tauromachie en Catalogne

### Las Fallas
Fêtée à Valence et ses environs, la tradition des Fallas remonte à l'année 1497 ; quand, pendant l'hiver, les artisans et charpentiers de la ville devaient finir leur journée de travail à la lumière des lampes à pétrole pendues au « parot ». À l'arrivée des beaux jours, les charpentiers n'ayant plus besoin des lampes à pétrole, brûlaient donc les parots la veille du jour de la Saint-Joseph, patron des charpentiers.
Aujourd'hui ces festivités se déroulent du 15 mars (jour de la Saint-Joseph ou San José) quand les créateurs des fallas (constructions de personnages en papier mâché) construisent ces dernières à travers toute la ville. La fête prend fin le 19 mars au soir quand toutes les sculptures (fallas = sculptures) sont brûlées, généralement dans un spectacle mettant en avant la pyrotechnie.

### Dos de mayo
Madrid célèbre chaque année le 2 mai autour de la Plaza mayor dans le quartier de Malasaña, important lieu de combat et aujourd'hui, centre de la contre-culture madrilène (voir La Movida). La police a aujourd'hui plus ou moins levé l'interdiction de boire sur la Plaza juste pour cette occasion, ravivant l'esprit du Dos de Mayo. Le 2 mai 1808, les habitants de Madrid se révoltèrent contre Joseph Bonaparte, le frère de Napoléon, pour se libérer de l'occupation française. S'ensuivent six années de guerre d'indépendance espagnole et la 1re constitution espagnole.

### Feria

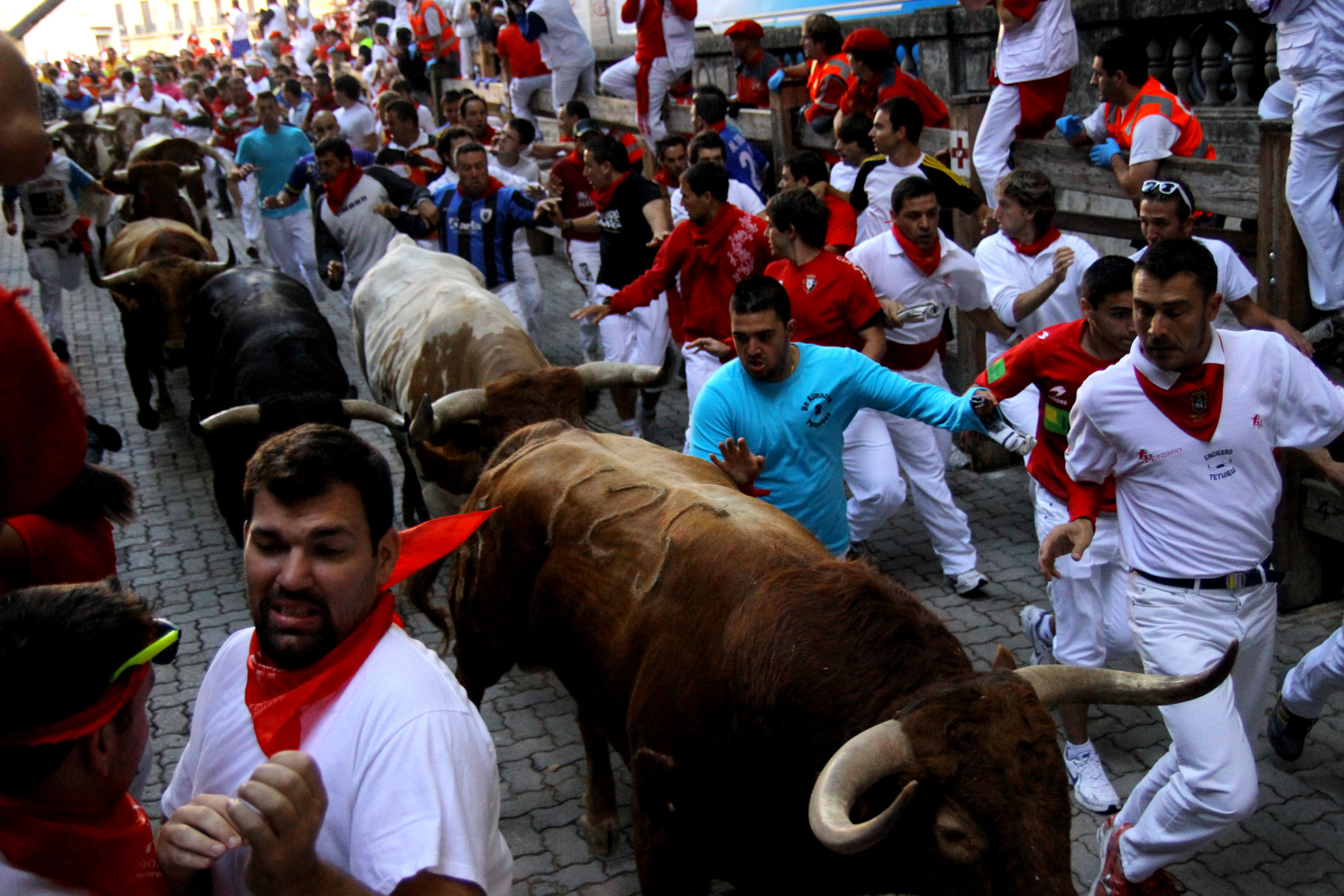
Course de taureaux dans les rues de Pampelune, pendant les fêtes de San Fermín.

Une feria est indissociable des spectacles taurins. Toutefois le mot « feria », désignait à l'origine une manifestation économique de type foire. Aujourd'hui, une feria est toujours rattachée à un cycle de spectacles taurins, ainsi qu'aux festivités qui accompagnent les courses de taureaux. L'origine de la fête peut aussi être une fête votive comme la Feria de San Isidro, patron de la cité de Madrid. 
En Andalousie, les plus anciennes ferias correspondent à l'ancienneté des arènes notamment la ville de Jerez de la Frontera dont les arènes comptent parmi les plus anciennes d'Espagne et offrent une Feria del Caballo en mai et une Feria de vendemia (vendanges) en automne. La ville de Malaga offre au mois d'août la Feria de Nerja, comme pratiquement toutes les villes des régions autonomes espagnoles possédant des arènes de première, deuxième ou troisième catégorie. En 2003, en Espagne, on comptait 598 spectacles taurins majeurs (corridas formelles) et mineurs (novilladas, becerradas), et 1146 spectacles taurins populaires comprenant les lâchers de taureaux, les toro de fuego. Les principales ferias taurines en Espagne sont la Feria de Abril (Séville), la Fêtes de San Fermín (Pampelune) et la Feria de San Isidro (Madrid).

### Tomatina
La Tomatina est une fête célébrée le dernier mercredi du mois d'août de chaque année, à Buñol, province de Valence. Des milliers de participants viennent de chaque coin de la planète pour cette festivité de la bataille des tomates. La bataille est le point culminant d'un festival d'une semaine célébrant le saint patron du village (Saint Lluis Bertran).